# Антитіла (фільм, 2021)
«Антитіла» (англ. The Survivalist) — американський трилер-бойовик 2021 року. Режисер Джон Кейєс; сценарист Меттью Роджерс. Продюсери Джон Кейєс і Джордан Бекман. Світова прем'єра відбулася 1 жовтня 2021 року; прем'єра в Україні 6 січня 2022-го.

## Про фільм
Понад півтора року як світ бореться з пандемією смертоносного вірусу. Навкруги панують руїни, анархія і хаос.
Перед колишнім агентом ФБР поставлене завдання — захистити молоду жінку з імунітетом до хвороби. Головну загрозу для них створює злочинний психопат Аарон, який має власні плани на антитіла дівчини.

## У ролях
| Актор              | Роль                  |
| ------------------ | --------------------- |
| Джонатан Ріс-Маєрс | Бен Грант             |
| Джон Малкович      | Аарон Невіл Ремзі     |
| Дженна Лі Грін     | Марлі Геррелсон       |
| Рубі Модін         | Сара Стріт            |
| Джуліан Сендс      | Гіт Грант             |
| Тадеуш Стріт       | Метью Рамірес         |
| Джон Орсіні        | Оуен Генлі            |
| Роб Дабар          | Джексон Еаеретт       |
| Обі Абілі          | Джон Ларссон          |
| Саймон Філіпс      | Денні                 |
| Лорі Петті         | радіооператор (голос) |